# کاپریاتی وولتورنو
کاپریاتی وولتورنو (به ایتالیایی: Capriati a Volturno) یک کومونه در ایتالیا است که در استان کسرتا واقع شده‌است. این شهر در ۷۰ کیلومتری شهر ناپل ایتالیا می‌باشد. از این شهر به یکی از شهر‌های ساحلی ایتالیا می‌توان نام برد.

## خصوصیات
کاپریاتی وولتورنو ۱۸٫۴ کیلومترمربع مساحت و ۱٬۶۸۹ نفر جمعیت دارد و ۲۲۶ متر بالاتر از سطح دریا واقع شده‌است.